# Carapapaques
Os carapapaques (em azeri: Qarapapaqlar, Tərəkəmələr; em turco: Karapapaklar) são um grupo subétnico turco de origens mistas oguzes, quipechaques e azeris que habitam o Carapapaquistão, uma região do norte do Cáucaso dividida entre a região da Baixa Ibéria na Geórgia, parte dos distritos de Agstafa e Cazaque no Azerbaijão, dos distritos setentrionais de Tavuxe e Lorri na Armênia e as províncias de Ardacane, Carse e Are na Turquia.
O Carapapaquistão foi assentado pela primeira vez por oguzes nos anos 1000, e nos anos 1480 grupos quipechaques e azeris também se instalaram ali. Estes grupos gradualmente desenvolveram uma identidade separada dos grupos vizinhos. Em 1555, a região ficou sob controle do Império Safávida do Irã, e entre 1604 e 1755 surgiu o Sultanato de Borchali que existiu sob governo nominal persa. Em 1762, boa parte da região caiu sob domínio do nascente Reino de Cártlia-Caquécia. Muitos carapapaques fugiram ao Império Otomano após a expansão russa para o Cáucaso em 1813-1828. Os conflitos russo-turcos subsequentes terminaram com a anexação russa de vários territórios carapapaques.
No censo soviético de 1926, foram contabilizados separadamente, mas não foram mencionados nos censos subsequentes. Durante a Segunda Guerra Mundial, muitos foram deportados à Ásia Central e nos anos 50 sua assimilação na cultura azeri se tornou uma política oficial soviética. Com o Colapso da União Soviética em 1991, grupos carapapaques da Geórgia reivindicaram sua autonomia, e por volta dos anos 2000 ativistas exigiram a unificação de todos os carapapaques num Estado unificado de nome Carapapaquistão ou República de Borchali (Borçali Cuhmuriyeti). Desde 2011, a maior associação nacionalista deste grupo adotou a bandeira do extinto Governo Interino do Sudoeste do Cáucaso que existiu entre 1918 e 1919.